# Kaiser-Wilhelm-Tunnel
Kaiser-Wilhelm-Tunnel (także: Cochemtunnel) – tunel kolejowy o długości 4205 metrów w Niemczech (Nadrenia-Palatynat), zlokalizowany na linii kolejowej nr 690 łączącej Trewir z Koblencją, pomiędzy stacjami Ediger-Eller i Cochem (Mosel). W momencie budowy był to najdłuższy dwutorowy tunel Preußische Staatseisenbahnen, czyli pruskich kolei państwowych.

## Budowa

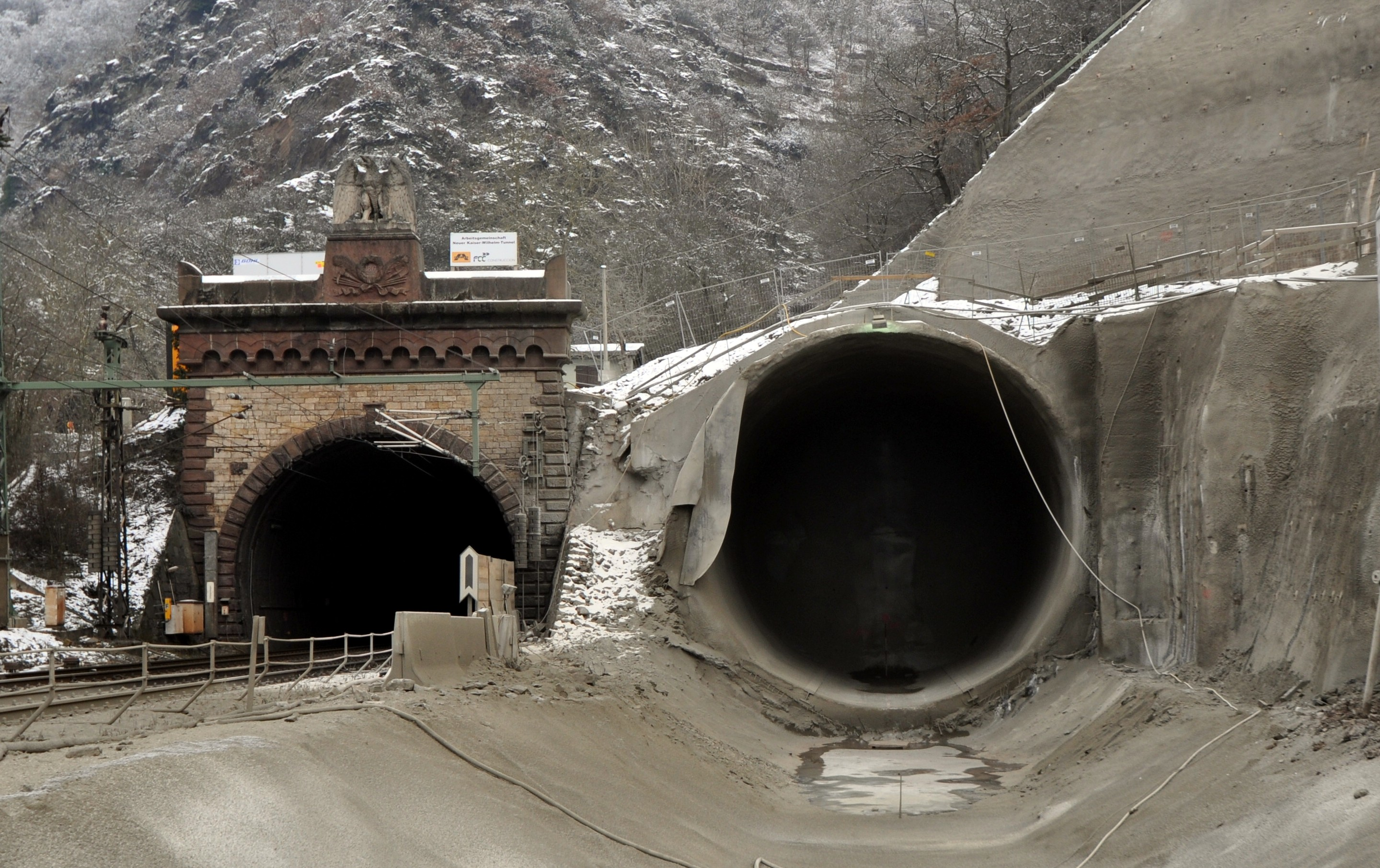
Stary i nowy tunel w trakcie robót (2010)

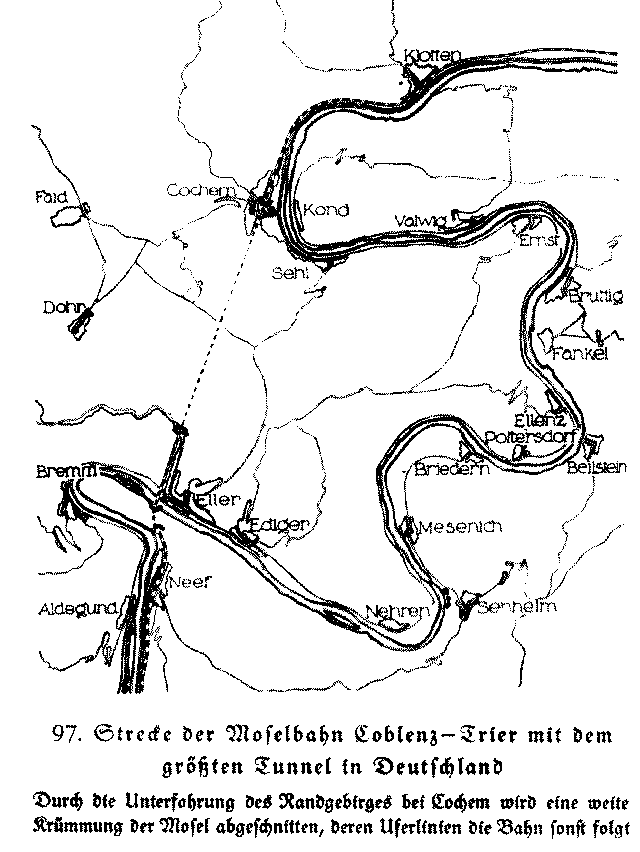
Mapa terenu

Budowa dwutorowego obiektu rozpoczęła się od strony południowej w maju, a od strony północnej w lipcu 1874. Zakończenie prac budowlanych nastąpiło 22 grudnia 1877. Aby możliwe było ręczne rozpoczęcie robót w kilku miejscach i skrócenie czasu budowy, po stronie północnej, w pobliżu Cochem, w odległości 217 metrów i 490 metrów od portalu wybudowano dwa szyby o głębokości 18,4 metra i 33 metry. Głęboki na 19 m szyb został również zbudowany po stronie południowej, w pobliżu Eller. Wykopy pod tunel rozpoczęto od tunelu bazowego o szerokości 3,5 metra i wysokości 3 metry oraz przekroju poprzecznym 10,5 m². Do budowy używano m.in. dynamitu, wiertnic Ferroux i sprężarek napędzanych silnikami parowymi. Transport w tunelu odbywał się wózkami szynowymi. Przyczółki wykonano z nieprzetworzonego gruzu kamiennego, sklepienia z przetworzonych kamieni gruzowych w zaprawie. Zaprawę cementową stosowano tylko na odcinkach mocno zawilgoconych.
W początku XXI wieku dziennie przez tunel przejeżdżało około 170 pociągów ze średnią prędkością od 90 do 120 km/h. Po ponad 130 latach eksploatacji obiekt osiągnął koniec swojego technicznego okresu użytkowania. Nie spełniał już także wymagań technicznych. Spowodowało to, że zdecydowano się na budowę drugiej rury (Neuer Kaiser-Wilhelm-Tunnel) i odnowienie istniejącego, starego tunelu (Alter Kaiser-Wilhelm-Tunnel). Nowy, jednotorowy tunel otwarto w kwietniu 2014, po czteroletnim okresie budowy. W starym tunelu zainstalowano m.in. nową powłokę wewnętrzną i wyposażenie techniczne. Oddano go do użytku 2 czerwca 2017, już jako jednotorowy. Obie rury są teraz połączone ze sobą za pomocą ośmiu elementów łączących, potrzebnych np. do szybkiej ewakuacji ludzi w razie potrzeby. Tory położone są na płytach, co umożliwia wjazd kołowych pojazdów ratowniczych lub konserwacyjnych.
W ramach projektu budowlanego wybudowano również nowy wiadukt kolejowy nad Brückenstraße w Cochem i nad Ellerbach w pobliżu Ediger-Eller.

## Charakterystyka
Tunel przecina w linii prostej grzbiet górski Cochemer Krampen, wokół którego Mozela przepływa znaczących rozmiarów zakolem o długości około 2200 metrów. Skraca to istotnie przebieg linii, która w większości biegnie wzdłuż doliny Mozeli.
Pasmo górskie, przez które przechodzi linia kolejowa, należy do nadreńskich gór łupkowych i składa się głównie z łupków gliniastych, łupków krzemionkowych, szarogłazów, kwarcytów i czystych żył kwarcowych.